# Kong Fantao
Kong Fantao es una deportista china que compitió en taekwondo. Ganó una medalla de bronce en el Campeonato Mundial de Taekwondo de 2001 en la categoría de –47 kg.

## Palmarés internacional
| Campeonato Mundial | Campeonato Mundial   | Campeonato Mundial | Campeonato Mundial |
| Año                | Lugar                | Medalla            | Categoría          |
| ------------------ | -------------------- | ------------------ | ------------------ |
| 2001               | Jeju (Corea del Sur) | Medalla de bronce  | –47 kg             |